# 日向野幹也
日向野 幹也（ひがの みきなり、1954年 - ）は、日本の経済学者、教育者。早稲田大学グローバルエデュケーションセンター教授、立教大学元教授、東京都立大学元教授。専門は、リーダーシップ開発論、経済学。

## 人物・経歴
1954年生まれ。1978年、東京大学経済学部卒業。1983年、同大学院経済学研究科博士課程修了､経済学博士号取得｡
1983年、東京都立大学経済学部に勤務し、講師、助教授、教授を歴任。金融論を担当。
2005年4月、立教大学社会学部教授。2006年、立教大学経営学部教授。立教大学では日本初となる学部必修を含む正課リーダーシップ開発プログラム（BLP：ビジネス・リーダーシップ・プログラム）を立ち上げる。

以後、BLP主査として、同プログラムの拡充に努め、2008年に文部科学省・日本学術振興会｢教育GP｣に選定され、2011年に｢教育GP｣の成果審査の結果、「質の高い大学教育推進プログラム」全国トップ15として、最高ランクの認定を受けるなど、社会的に高く評価されるプログラムへ育て上げた。
日向野は、BLP立ち上げを機に専攻を経済学からリーダーシップ開発にシフトし、2013年4月には、BLPのメソッドを立教大学全学に展開する立教GLP（グローバル・リーダーシップ・プログラム）を立ち上げる。2017年3月まで、立教大学経営学部BLP主査及び立教GLP主査を務める。また日向野は、1916年（大正5年）創部の立教大学体育会テニス部の部長を務めた。
BLP/GLPは、2011年日本アクションラーニング協会年間賞、2014年世界アクションラーニング機構World Institute for Action Learning （WIAL,本部ワシントンDC）Academic Sector Awardも受賞。
2016年4月-2017年3月、立教大学経営学部国際経営学科客員教授。
2016年4月、早稲田大学大学総合研究センター教授。
2020年4月、早稲田大学グローバルエデュケーションセンター教授。

## 主な著作
- 『入門ビジネス・リーダーシップ』共著 日本評論社 2007年
- 『大学教育アントレプレナーシップ―新時代のリーダーシップの涵養』ナカニシヤ出版 2013年
- 『高校生からのリーダーシップ入門』筑摩書房 2018年
- 『「権限によらないリーダーシップ」で組織が変わる』筑摩書房 2024年